# Magnus Konow
Magnus Konow (Melsomvik, 1º settembre 1887 – Sanremo, 25 agosto 1972) è stato un velista norvegese.
Vanta sei partecipazioni ai Giochi olimpici e 3 medaglie conquistate nella vela.

## Partecipazioni olimpiche
1. Londra 1908
2. Stoccolma 1912
3. Anversa 1920
4. Amsterdam 1928
5. Berlino 1936
6. Londra 1948

## Palmarès
- Oro a Stoccolma 1912 (classe 12 m)
- Oro a Anversa 1920 (classe 8 m)
- Argento a Berlino 1936 (classe 6 m)